# جزيرة لوهيسن

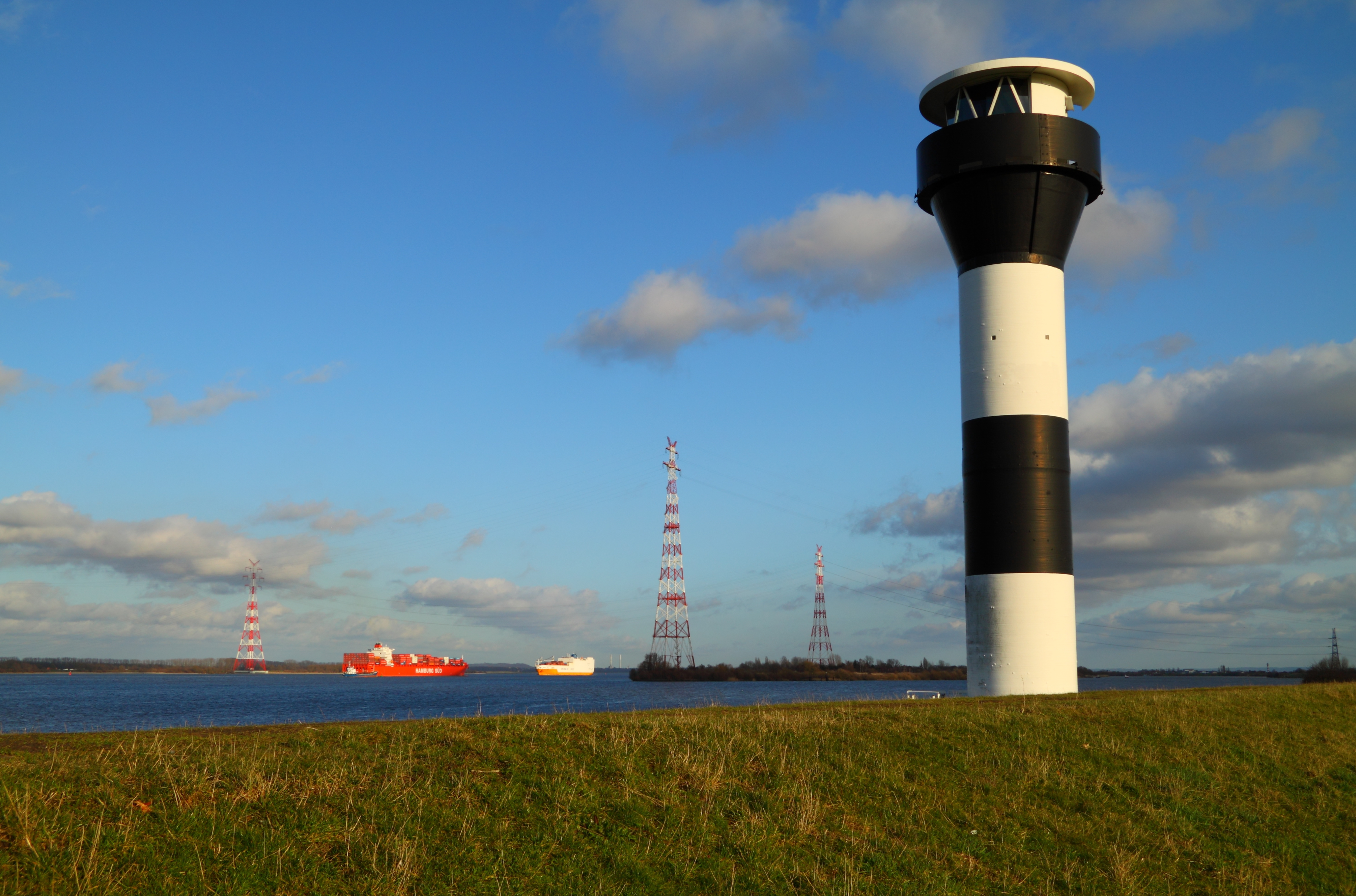
جزيرة لوهيسن

جزيرة لوهيسن، (Lühesand). هي جزيرة صغيرة تبلغ مساحتها 1.24 كيلومتر مربع (0.48 ميل مربع) في نهر إلبي (هنا جبال الألب السفلى) ، على بعد 8 كيلومترات (5.0 ميل) شرق ستادي في ساكسونيا السفلى ، ألمانيا. تشكّل هذه الجزيرة ، التي سميت على اسم فم لوهه ذي الوجه الشرقي ، جزءًا من جرونينديش ، ولا يمكن الوصول إليها إلا عن طريق العبّارة ، وتحتوي على موقع تخييم كبير ، حيث يقيم العديد من المخيمات المتواصلة. تقع أبراج تحمل إلبه كروسينج 1 وإلبا كروسينغ 2 في جنوب لوغيشاند.